# Słowa jak motyle
Słowa jak motyle – trzeci singel promocyjny z płyty "Perła" Edyty Górniak wydany w 2002 roku.

## Lista utworów
1. Słowa jak motyle (4:33)

## "Słowa jak motyle"
- muzyka: T. Ackerman/ A. Watkins/ P.Wilson
- słowa: Elżbieta Wróblewska
- produkcja: ABSOLUTE i Dave McCracken
- mix: Steven Fitzmaurice
- asystent: Philippe Rose i Agnieszka Szeluk-Suen
- polska wersję wokalną zarejestrował: Tadeusz Mieczkowski
- programowanie i instrumenty klawiszowe: Dave McCracken
- dodatkowe programowanie: ABSOLUTE
- gitary: Francis Dunnery
- aranżacja partii smyczkowych: Simon C. Hale
- chórek: Edyta Górniak